# Thailand under andra världskriget
Thailand var allierat med Japan under 1941–1945, och tillät japanska trupper att vara stationerade i landet, men bibehöll formellt sin egen armé, regering och kontrollen över sin inrikespolitik. 
Thailand under Plaek Phibunsongkhram förklarade sig neutralt vid utbrottet av andra världskriget. I december 1941 invaderades landet av Japan. Thailand pressades då att gå med på genomfarten av japanska trupper genom landet för att invandera brittiska Malaya och Burma. Det övergav också sin neutralitetspolitik och förklarade formellt USA och Storbritannien krig som Japans allierade. Inställningen hos den thailändska Phibunregeringen var att det var bättre att samarbeta med japanerna än att försöka bekämpa dem. Som Japans allierade kunde Thailand annektera flera närliggande territorier och expandera sina gränser norrut, söderut och österut.   
Thailand behöll sin egen regering och kontrollen över sin egen armé och sin inrikespolitik. Till skillnad från exempelvis Manchukuo, blev Thailand aldrig något marionettstat. Japan behandlade formellt landet på samma sätt som sina allierade Tyskland, Finland, Bulgarien och Rumänien, och ville bevara dess status som oberoende nation i de allierades ögon. Det fanns ett spritt motstånd mot regeringens samarbete med japanerna i Thailand, och en motståndsrörelse organiserade sig i en gerilla stödd av ämbetshavare med band till regenten Pridi Phanomyong. Thaigerillan samarbetade med de allierade med hjälp av spioneri och sabotage, och lyckades störta Phibunregeringen 1944. Han ersattes av Khuang Aphaiwong, som var medlem av motståndsrörelsen och som i samarbete med de allierade förberedde en resning mot japanerna medan han utåt fortsatte samarbetet med dem. Fällningen av atombomberna och Japans kapitulation i augusti 1945 gjorde dock att resningen aldrig inleddes. 